# تنام شيلي
تنام شيلي (الاسم العلمي: Nothoprocta perdicaria) هو نوع من الطيور يتبع جنس التنام مزيف الخلف من فصيلة التنامية.